# Тасман (залив)
Та́сман (англ. Tasman Bay) — залив в северной части острова Южный (Новая Зеландия). Длина берега, омываемого заливом, составляет около 120 км, максимальная ширина — около 70 км. Залив соединён с Тасмановым морем, которое расположено к западу от пролива Кука.
Западный берег залива рельефный, покрыт густым лесом. Самая западная точка залива, мыс Сепарейшен, расположена на территории Национального парка Абель-Тасман. Она отделяет залив Тасман от соседнего залива Голден. Восточный берег заливы обрывист и скалист. В северо-восточной части залива Тасман расположен остров Д'Юрвиль.
Суша между двумя крайними точками залива холмистая. На этом промежутке расположено несколько прибрежных равнин, окружающих устье реки Уаимеа. В залив также впадают реки Ривака, Мотуэка, Серпантин.
Плодородные земли вокруг залива обрабатываются, на них выращиваются оливки, табак, грейпфруты и другие фрукты.
Земли, окружающие залив Тасман, являются одними из самых густонаселённых районов Южного острова. На берегу расположены города Нельсон, Мотуэка, Ривака и Ричмонд.